# Конфета

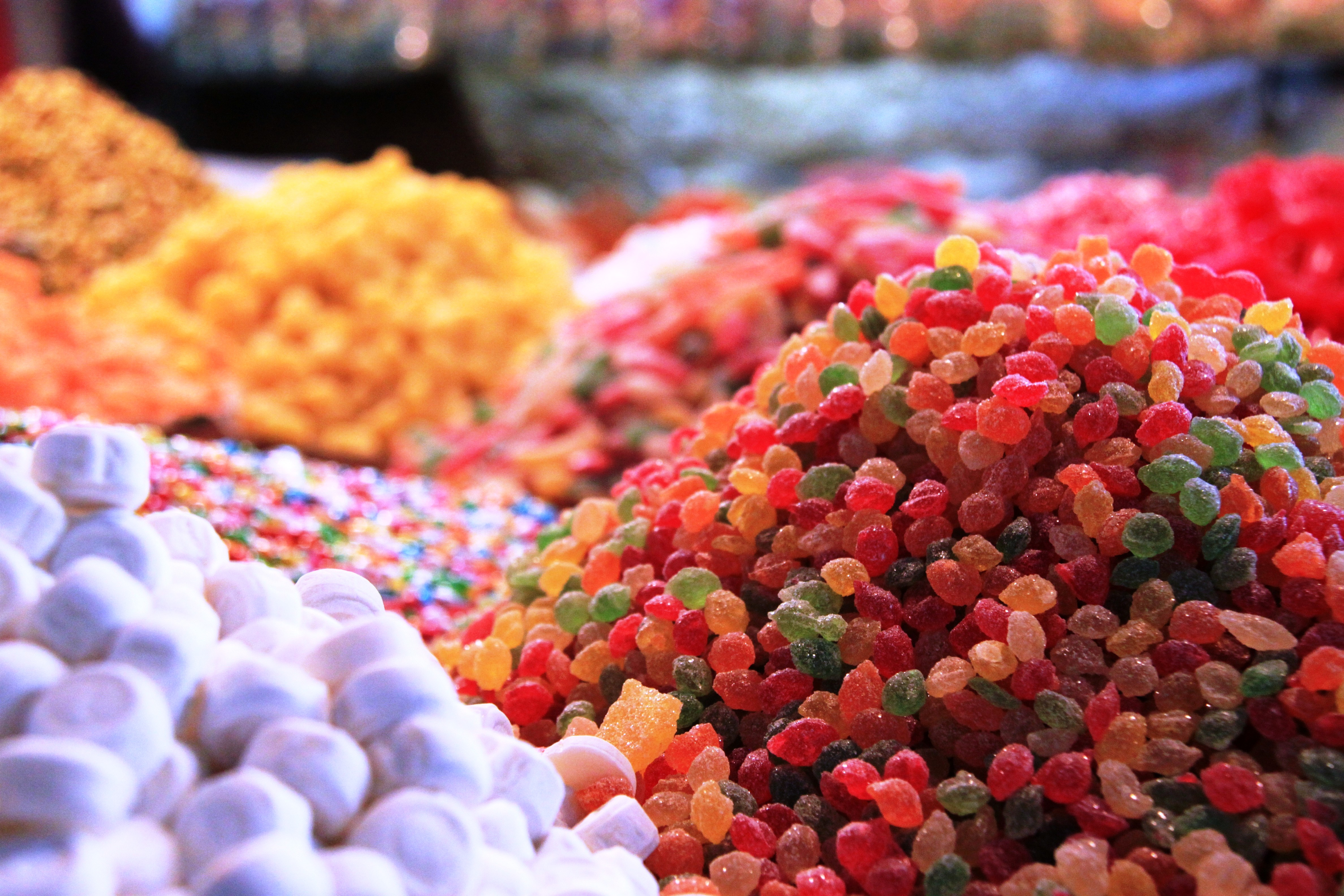
Конфеты на базаре в Дамаске, Сирия

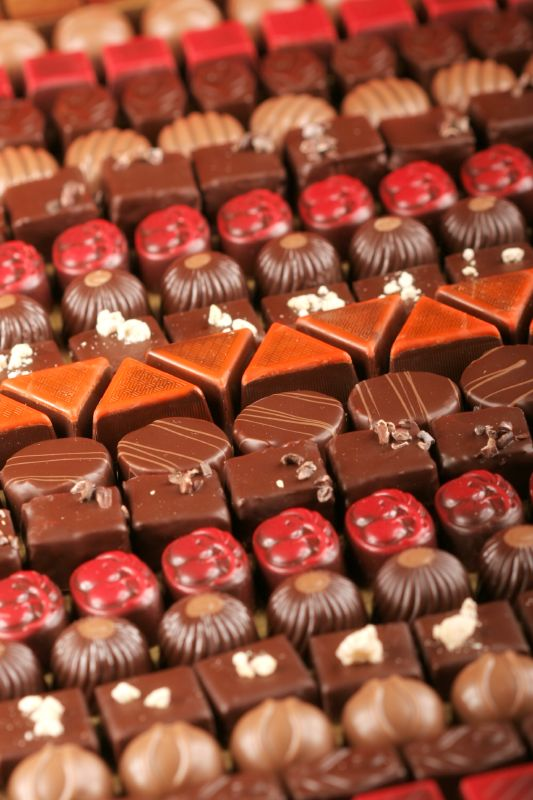
Шоколадные конфеты

Конфе́та (итал. confetto < лат. confectus — изготовленный) — сладкое изделие на основе сахарно-паточного сиропа с добавлением различных видов пищевого сырья.
В профессиональной среде конфетами называют изделия, полученные сбиванием сиропа, в отличие от карамели, изготавливаемой увариванием сиропа до твёрдого состояния. 
Символ конфеты в Юникоде — 🍬.

## Классификация
По виду глазури
- Неглазированные[2].

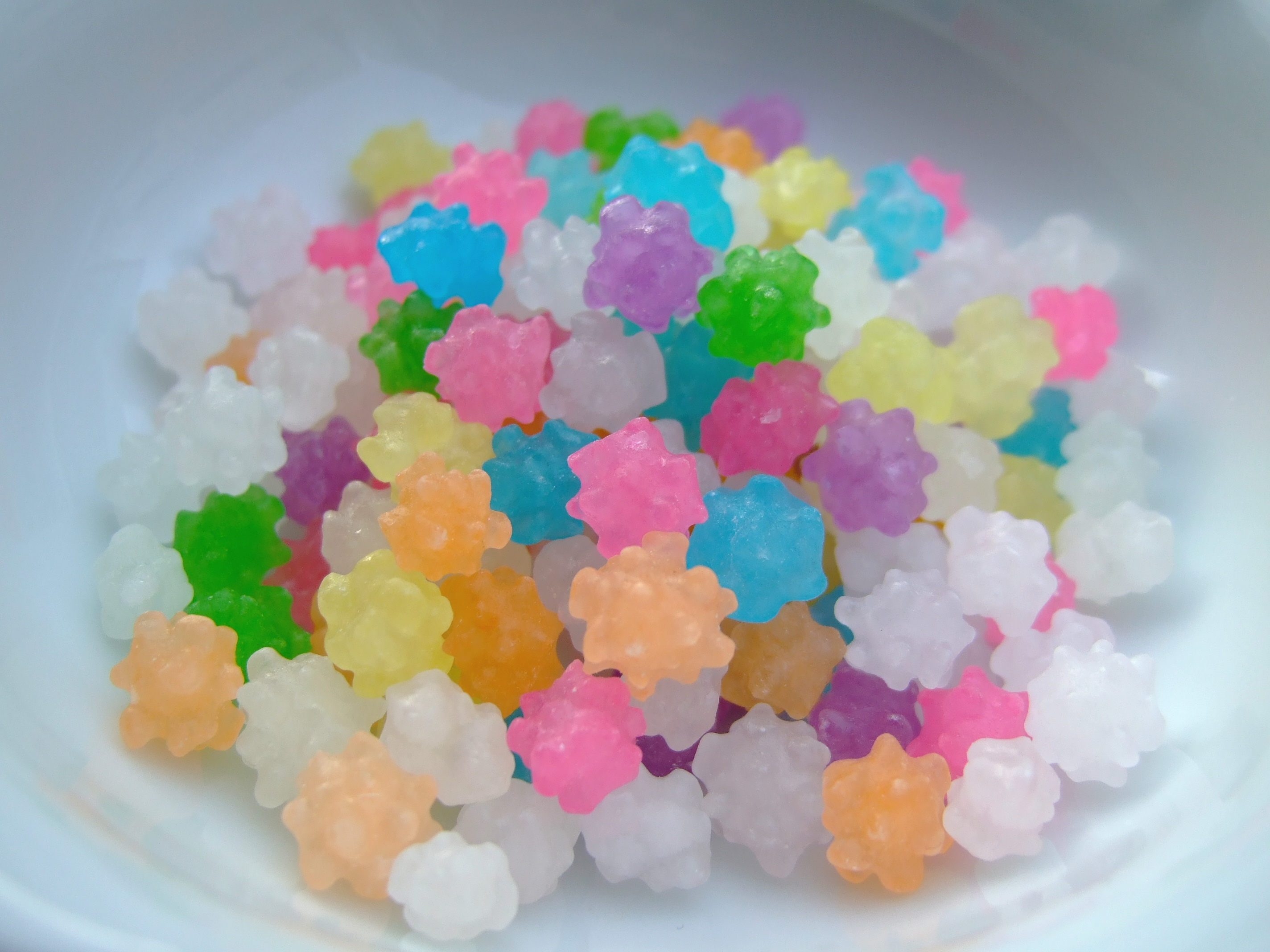
Компэйто — это традиционные японские леденцы. В готовом виде это почти 100 % твёрдый сахар.

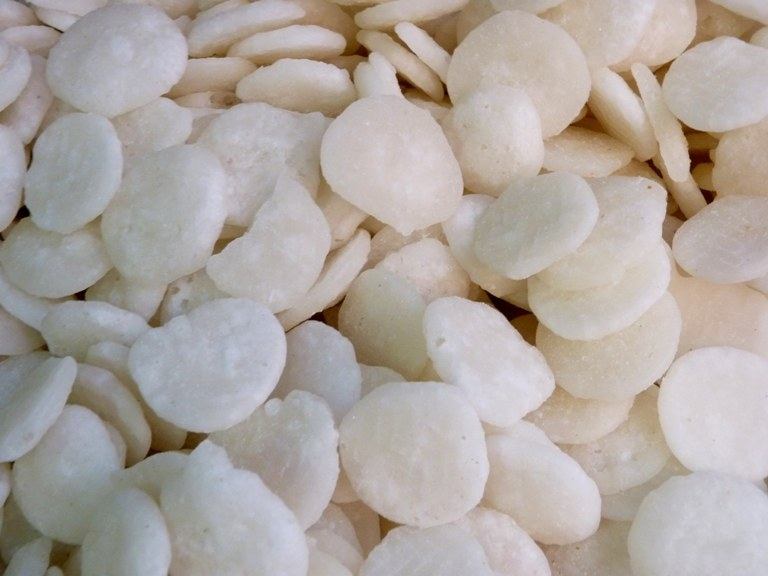
Баташа — одна из многих традиционных конфет, которые можно найти в Южной Азии. Ароматизированные сорта включают орехи и мяту.

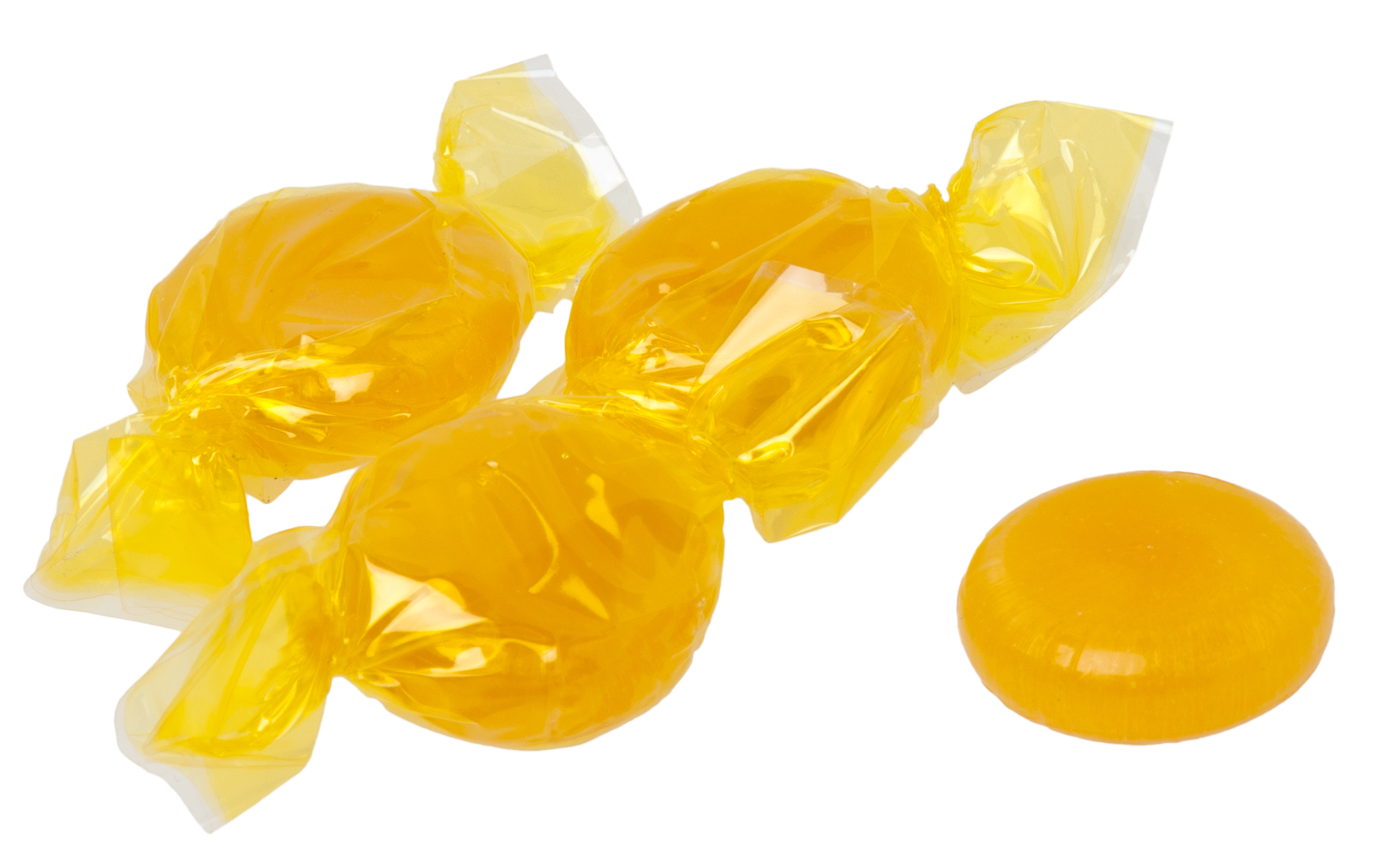
Конфеты баттерскотч в индивидуальной упаковке

- Глазированные шоколадом:129 — конфеты с шоколадной оболочкой, составляющей не менее 22 % содержания конфеты[2]:169—170.
- Шоколадные — конфеты с шоколадной оболочкой, составляющей не менее 45 %[2]:169—170.
- Глазированные соевой глазурью[2]:129.
- Глазированные жировой глазурью[2]:126.
- Глазированные помадой и сахарной глазурью[2]:127.

По другим критериям
- С шоколадными слоями — содержат три и более слоев разных конфетных масс: шоколадной, помадной, фруктовой, марципановой и др.[2]:166
- На карамельной основе, глазированные шоколадной и жировой глазурью[2]:155.
- Фрукты, ягоды, цукаты, глазированные шоколадом[2]:167.
- Диабетические или диетические — с пониженным содержанием сахара и сахарозаменителями. Предназначены для диетического питания при сахарном диабете[2]:150.
- Ирис[2]:152.

Виды конфетных масс: помадная, фруктовая, марципановая, ореховая (пралине), молочная, сбивная, ликёрная, кремовая, на карамельной основе, грильяжная, цукаты, сухофрукты, заспиртованные фрукты, ягоды.
Виды конфетных корпусов: одинарные, двойные… (комбинированные, многослойные), на карамельной основе, с вафлями.
Виды глазури: шоколадная, помадная, сахарная, жировая, молочно-шоколадная, шоколадно-миндальная, фруктово-желейная, из карамельной массы.

## Влияние на здоровье

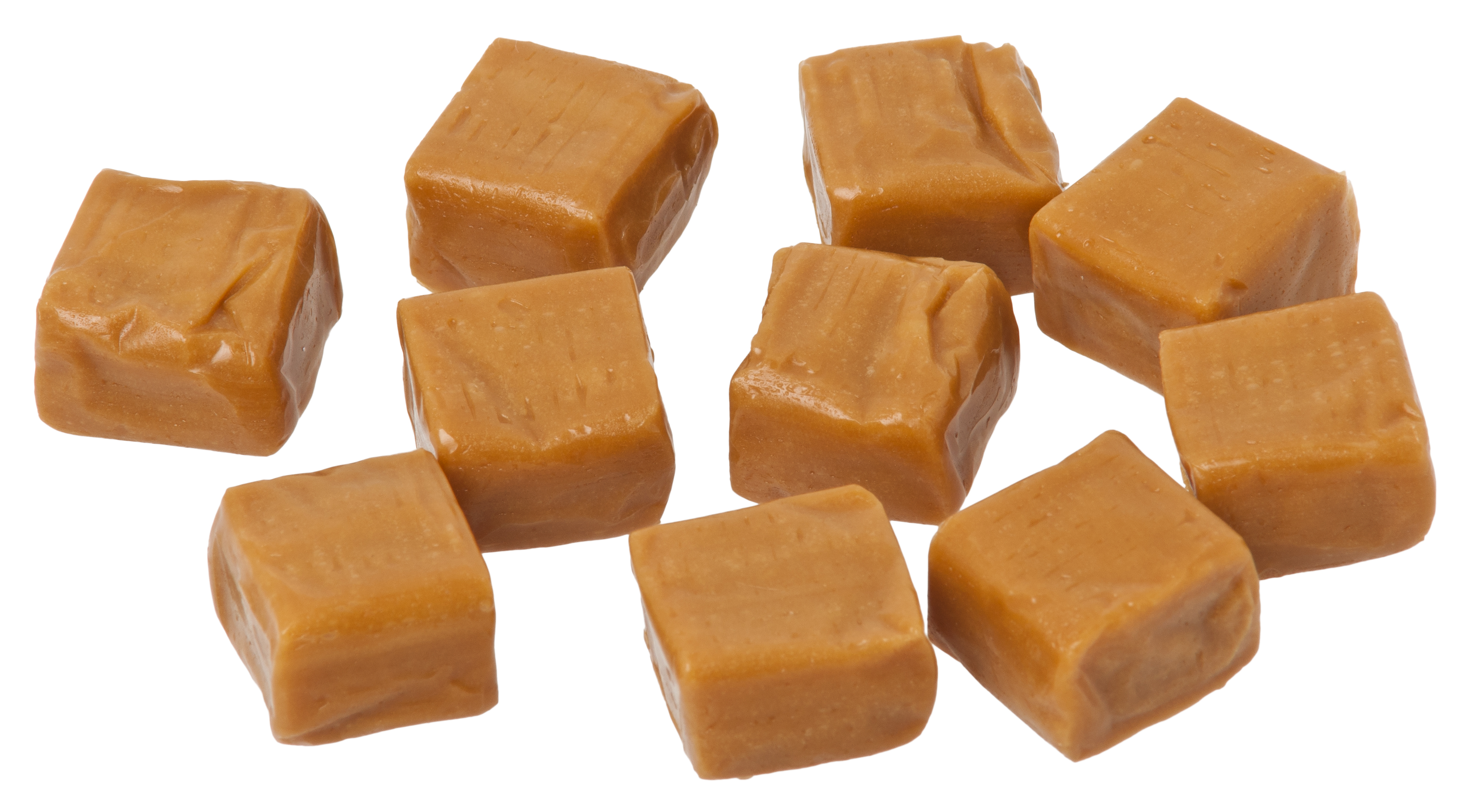
Карамель, леденец из масла, молока и сахара, имеет небольшую пищевую ценность

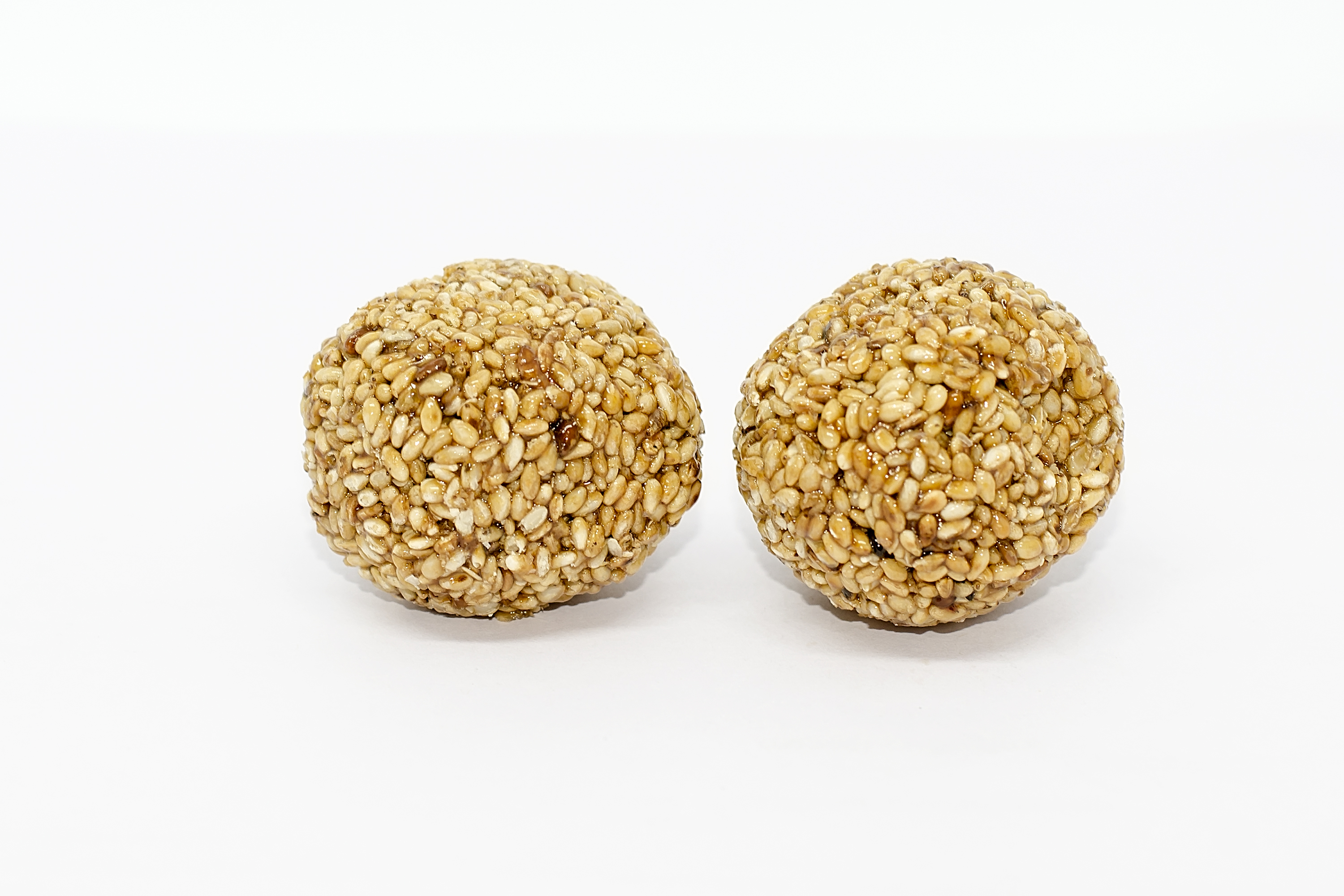
Шарик из семян кунжута (конфеты)

### Кариес
Конфеты обычно содержат сахар, который является ключевым фактором в развитии кариеса зубов. Для некоторых типов бактерий, таких как Streptococcus mutans сахар является питательной средой. Когда эти бактерии метаболизируют сахар, содержащийся в большинстве конфет, соках или других сладких продуктах, образуются кислоты, которые деминерализуют зубную эмаль и могут привести к кариесу. Большое или частое употребление продуктов с высоким содержанием сахара, особенно леденцов на основе сахара, которые остаются во рту в течение длительного времени, увеличивает риск кариеса.Чистка зубов и рта вскоре после употребления любой сладкой пищи и выдержка нескольких часов между приемом такой пищи снижает риск и улучшает здоровье полости рта.
Однако частое употребление фруктов и фруктовых соков, содержащих как кислоту, так и сахар, может быть более значительным фактором разрушения зубов, чем конфеты.

### Гликемический индекс
Большинство конфет, особенно обезжиренных и с малым содержанием жиров, имеют высокий гликемический индекс (ГИ), поэтому их употребление вызывает быстрое повышение уровня сахара в крови. Это в основном опасно для людей с сахарным диабетом, но также может быть опасным для здоровья людей, им не страдающих.

### Загрязнённость
Некоторые виды конфет содержали большое количество свинца. Эти заявления о загрязнениях были сделаны вскоре после того, как в середине XIX века фабрики по производству конфет в промышленных масштабах начали производить конфеты, хотя эти заявления редко соответствовали истине.

### Смерть от удушья
Твёрдые и круглые конфеты — основная причина смерти детей от удушья. Некоторые виды конфет, такие как Lychee Mini Fruity Gels, были связаны с таким количеством смертей от удушья, что их импорт или производство запрещены в некоторых странах.
Конфеты, содержащие несъедобные части, такие как шоколадные яйца в упаковке с игрушкой внутри, запрещены к продаже в США. Если несъедобный материал, прикреплённый к кондитерским изделиям, выполняет какую-то функцию и не причиняет вреда потребителю, его разрешается продавать. Однако, в Директиве о безопасности игрушек 2009/48 Европейского Союза указывается, что игрушки, содержащиеся в продуктах питания, нуждаются только в отдельной упаковке, которую нельзя проглотить.

## Культурное значение
Конфеты являются источником нескольких культурных тем.

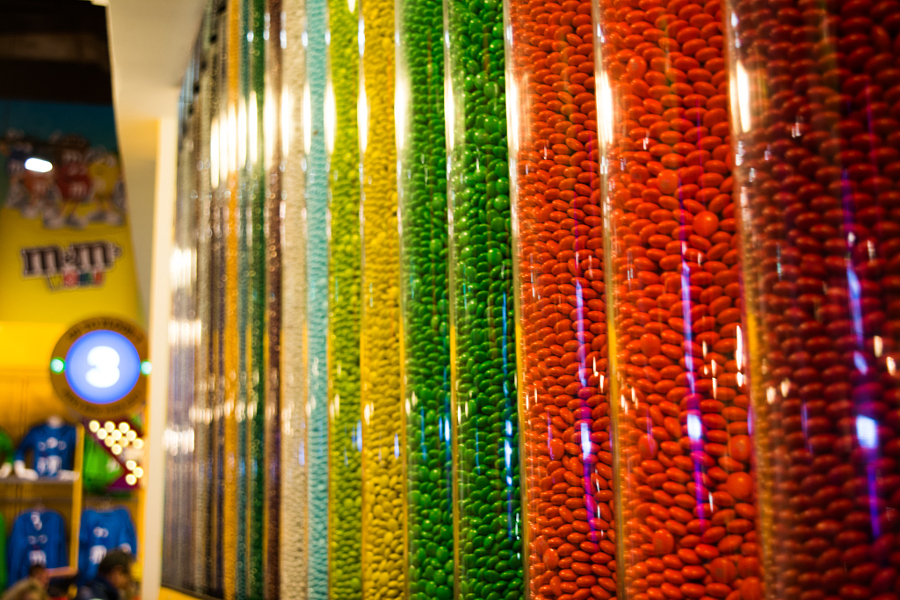
Ассортимент конфет M&M’s в магазине Нью-Йорка

Взрослые опасаются, что другие люди будут использовать конфеты, чтобы отравить детей или вовлечь их в опасные ситуации. Родители предостерегают своих детей не брать конфеты у незнакомцев из-за боязни похищения ребёнка. Мифы об отравленных конфетах сохраняются в популярной культуре, особенно вокруг угощения на Хэллоуин, несмотря на относительную редкость реальных инцидентов.
Фраза «отнять конфету у ребёнка» — обычное сравнение и означает, что что-то сделать очень легко.
Шведская стоматологическая кампания 1959 года призвала людей снизить риск стоматологических проблем, ограничив употребление конфет до одного раза в неделю. Слоган «Все сладости, которые ты хочешь, но только раз в неделю» положил начало традиции покупать конфеты, называемые lördagsgodis (буквально «субботние конфеты») каждую субботу.